# Erebusklasse

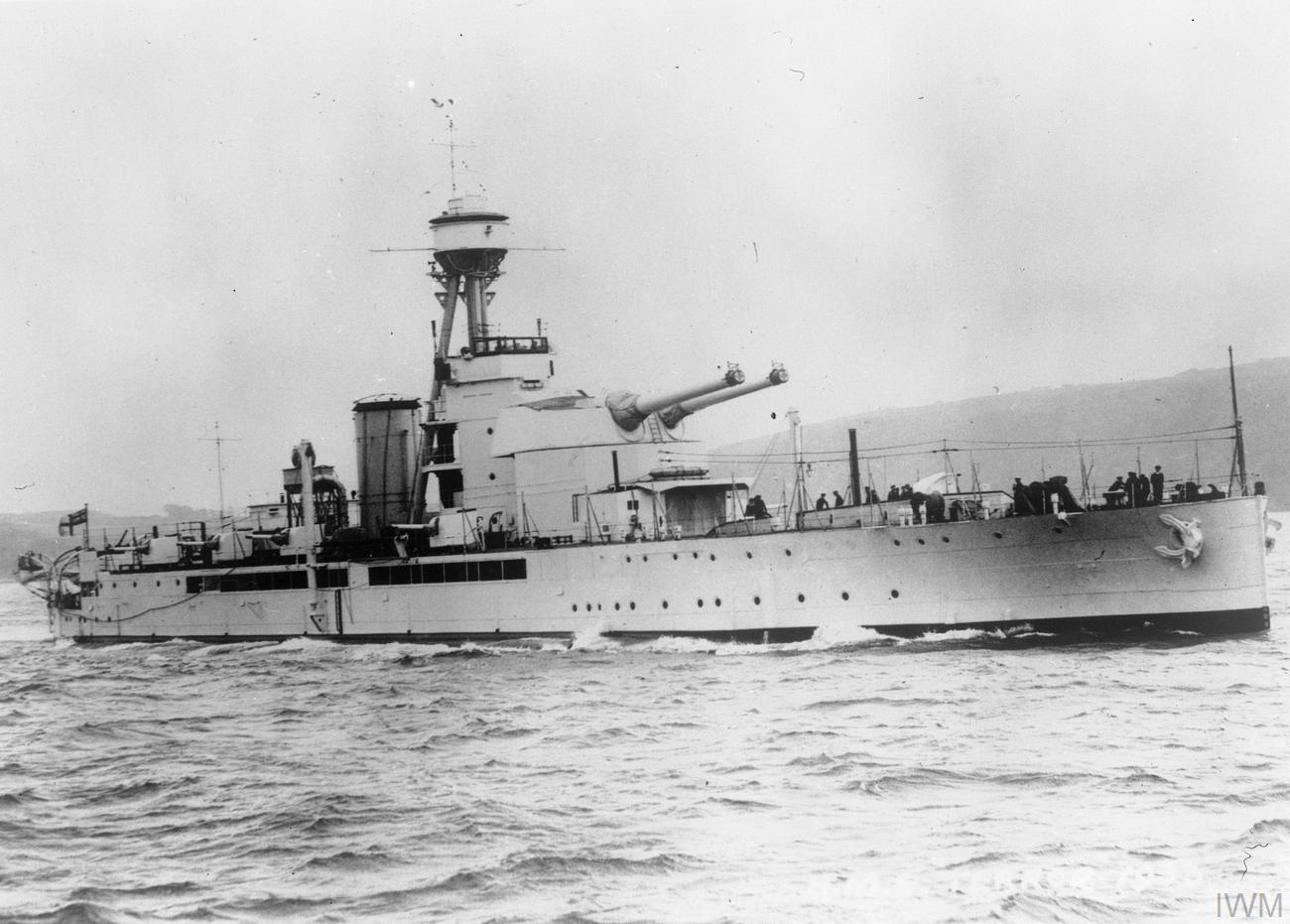
HMS Terror (I03)

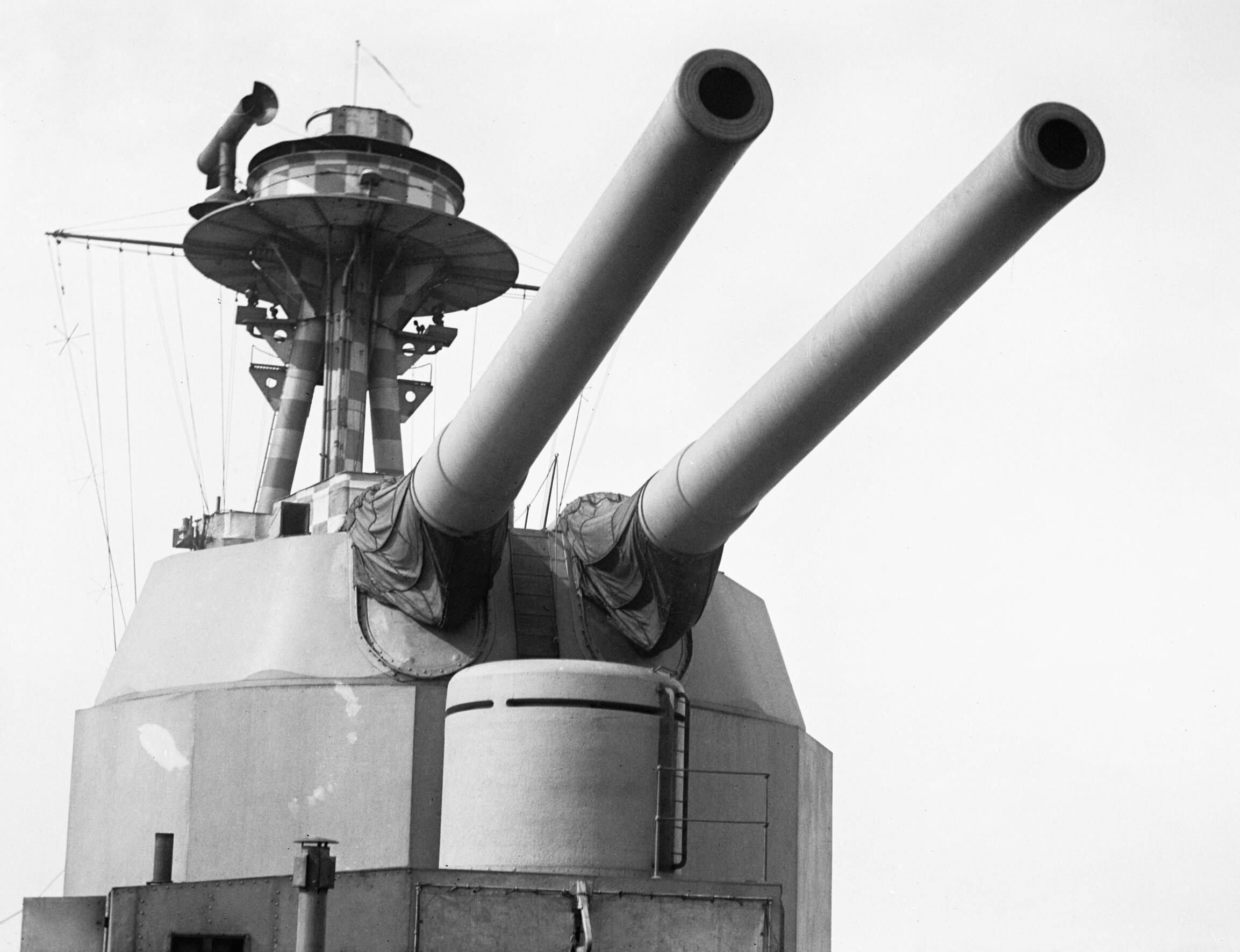
Detail 15-inch kanonnen HMS Terror

De twee schepen van de Erebusklasse waren van het type monitor. Ze hadden een zware bewapening en een geringe diepgang waardoor ze dicht onder de kust konden opereren. Ze kwamen allebei in 1916 in dienst en werden tijdens de Eerste Wereldoorlog ingezet bij de Belgische kust. Na de oorlog werden ze gebruikt voor de opleiding van geschutbemanning. Ze kwamen weer in actieve dienst gedurende de Tweede Wereldoorlog. HMS Terror werd tot zinken gebracht in 1941 en HMS Erebus werd in 1946 verkocht aan een sloper.

## Beschrijving
Van beide schepen werd in 1915 de kiel gelegd bij de scheepswerf van Harland and Wolff. In 1916 kwamen ze in dienst. De hoofdbewapening van de monitors bestond uit twee 15-inch kanonnen (381 mm) in een geschuttoren. Deze ronddraaiende toren stond voor de brug opgesteld. De schepen gaven vooral vuursteun aan de troepen aan land. Hun geringe diepgang maakte het mogelijk dicht onder de kust te opereren. De secundaire bewapening was vooral bestemd voor eigen bescherming tegen schepen en vliegtuigen.

## HMS Erebus
De HMS Erebus (I02) werd op 19 juni 1916 te water gelaten en kwam in september 1916 in dienst. Het was betrokken bij de aanvallen op Zeebrugge en Oostende in 1918. Op 28 oktober 1917 werd het beschadigd door een Duitse radiografisch bestuurde boot. Direct na de oorlog is het voor een korte periode in de Witte Zee en de Oostzee actief geweest ter ondersteuning van Britse troepen in Noord-Rusland. Tussen beide wereldoorlogen werd het gebruikt voor de opleiding van geschutbemanningen van de Britse marine.
In verband met de oorlogsdreiging werd het schip gemoderniseerd om te Kaapstad gestationeerd te worden. Na de uitbraak van de oorlog werd dit plan gewijzigd. Het bleef in de Britse wateren maar werd begin 1942 naar Trincomalee gestuurd. In april werd de haven door Japanse vliegtuigen aangevallen en het schip werd beschadigd. In oktober voer het via Kaap de Goede Hoop terug naar Engeland waar het eind 1942 aankwam. HMS Erebus werd in mei 1943 naar de Middellandse Zee gebracht om de invasiestranden te beschermen bij de landing op Sicilië en later bij Salerno. Vanaf 1944 werd het actief in de Noordzee en speelde een rol bij de invasie in Normandië. In september 1944 werd het bij Le Havre beschoten door Duits geschut. Na te zijn hersteld gaf het schip vuursteun bij de Slag om de Schelde in november 1944. In juli 1946 werd het voor de sloop verkocht.

## HMS Terror
Net als haar zusterschip werd het tijdens de Eerste Wereldoorlog vooral bij de Belgische kust ingezet. Op 19 oktober 1917 werd het geraakt door Duitse torpedo’s. Er raakte niemand gewond maar het schip moest aan de grond worden gezet om zinken te voorkomen. Het werd vervolgens naar Portsmouth gesleept voor reparatie. In 1918 nam het net als de Erebus deel aan de aanvallen op Zeebrugge en Oostende.
Bij het uitbreken van de Tweede Wereldoorlog was het schip gestationeerd in Singapore, het werd snel naar Europa teruggehaald om in de Middellandse Zee te opereren. Het hielp bij de verdediging van het eiland Malta en was betrokken bij Operatie Compass waarbij de Italianen vanuit Egypte werden teruggedrongen tot halfweg Libië. Op 23 februari 1941 werd HMS Terror door Junkers Ju 88 bommenwerpers aangevallen voor de haven van Benghazi. Het raakte zwaar beschadigd maar er vielen geen doden. De bemanning stapte over op andere oorlogsschepen. Het werd op sleeptouw genomen, maar op weg naar Alexandrië zonk het schip (locatie: 32.02 noord, 24.05 Oost).